# Else Wiegandt
Else Wiegandt, eigentlich Dorothea Gertrude Elisabeth  Wiegandt, (* 10. Dezember 1894 in Bremen; † 3. Februar 1985 in Sandhatten) war eine deutsche Malerin.

## Biografie
Else Wiegandt war die Tochter des Malers Bernhard Wiegandt und seiner Frau Bertha Gertrude. Die Malerin Bertha Wiegandt war ihre Schwester. Die Familie zog 1890 nach Bremen um. Else Wiegandt besuchte die Höhere Töchterschule in Bremen.
Die beiden Töchter erhielten ihre zeichnerische und malerische Ausbildung durch ihren Vater. Else durfte bereits mit 15 Jahren nach Berlin ziehen, wo sie durch Bruno Paul, Emil Orlik und dann bei Walter Helbig ausgebildet wurde. Sie lernte Illustration, Radierungen und Holzschnitt.
1914 erhielt sie bei der Internationalen Ausstellung für Buchgewerbe und Graphik (Bugra) in Leipzig eine Silbermedaille für ihre Arbeiten. So konnte sie sich in dem Kreis der Berliner Künstler etablieren und sie stellte in Berlin aus. Ende der 1920er Jahre kehrte sie nach Bremen zurück. 
1929 wurde sie im Verband der Gemeinschaften der Künstlerinnen und Kunstförderer GEDOK in Bremen in den Beirat berufen. Von 1932 bis 1942 war sie auch Mitglied im Bremer Malerinnenverein, im Künstlerbund und im Werkbund. Trotz des Verkaufs ihrer Werke bedurfte sie der Unterstützung durch ihre Schwester; beide wohnten in Bremen-Schwachhausen in einem gemeinsamen Haus mit Ateliers und Ausstellungsraum. Mitte der 1940er Jahre zog Else Wiegandt nach Sandhatten bei Oldenburg.

## Werke
Wiegandt stellte u. a. illustrierte Tierfabeln, Holzschnitzereien, Glasbilder und Ölbilder mit verschiedenen Techniken her. Tierbilder – auch von exotischen Tieren – hatten dabei ihr besonderes Interesse. Wie ihre Schwester porträtierte sie auch. Einige ihrer Werke befinden sich in der Kunsthalle Bremen, in der Graphothek der Stadtbibliothek Bremen und im Focke-Museum Bremen.

## Ausstellungen
- 1905, 1913, 1916, 1928 und 1935: Kunsthalle Bremen
- 1917, 1918: Paula Modersohn-Becker-Haus
- 1925 bis 1943: Beteiligung an Ausstellungen der GEDOK im Graphischen Kabinett Bremen
- 1928: Teilnahme an der Bremer Kunstschau
- 1937: Große Deutsche Kunstausstellung, München
- Weiterhin stellte sie auch in Oldenburg, Hannover, Mannheim und Berlin aus.
- Um 1984: Sparkasse Bremen, zusammen mit Werken des Vaters und ihrer Schwester
- 1985: Galerie Fischerhuder Maler
- 1990: Sandhatten